# Mater of All Evil
Mater of All Evil är det italienska thrash metal-bandet Necrodeaths tredje studioalbum, utgivet 1999.

## Låtlista
1. "The Creature" – 2:23
2. "Flame of Malignance" – 3:00
3. "Black Soul" – 3:38
4. "Hate and Scorn" – 3:16
5. "Iconoclast" – 4:19
6. "Void of Naxir" – 3:05
7. "Anticipation of Death" – 2:37
8. "Experiment in Terror" – 3:15
9. "Serpent" – 2:21
10. "At the Roots of Evil" – 3:59
11. "Fathers" – 3:45

## Medverkande
Necrodeath
- Flegias (Alberto Gaggiotti) – sång
- Claudio (Claudio Bonavita) – gitarr
- John (Davide Queirolo) – basgitarr
- Peso (Marco Pesenti) – trummor

Produktion
- Scarlet – producent, mixning
- Pelle Saether – ljudtekniker
- Lasse Lindén – ljudtekniker
- Alberto Cutolo – mastering
- Sandro Salvadori – grafik
- Red Skin Balda – foto